# Самарканд (Карагандинская область)
Самарка́нд (каз. Самарқант) — село в Бухар-Жырауском районе Карагандинской области Казахстана, административный центр Самаркандского сельского округа.

## География
Населённый пункт расположен на северо-западе Бухар-Жырауского района, в 87 километрах (по автодороге) к западу от районного центра посёлка Ботакара, в 45 километрах к северо-западу от областного центра города Караганда. Соседние населённые пункты: Садовое в 3,5 километрах к северо-востоку, Гагаринское в 3,4 километрах к северу, Чкалово в 4,1 километрах к востоку. Транспортное сообщение осуществляется автомобильной дорогой республиканского значения KAZ05 «Астана — Кабанбай батыра — Нура — Темиртау» (до 20 августа 2015 года — Р-3). Абсолютная высота центра населённого пункта — 488 метров над уровнем моря.

## Население
| Численность населения | Численность населения | Численность населения | Численность населения |
| 1989                  | 1999                  | 2009                  | 2021                  |
| --------------------- | --------------------- | --------------------- | --------------------- |
| 1473                  | ↘1195                 | ↗1302                 | ↘1054                 |

национальный состав
Процентное соотношение численно-преобладающих национальностей села согласно переписи населения 1989 года:
| Национальность | Процентное соотношение |
| -------------- | ---------------------- |
| немцы          | 74 %                   |
| другие         | 26 %                   |